# 托马斯·霍文
托马斯·霍文 (英語：Thomas Pearsall Field Hoving, 1931年1月15日—2009年12月10日)是一位美国博物馆学家。

## 生平
1931年出生于纽约市曼哈顿的一个商业家庭，父亲沃尔特·霍文曾是蒂芙尼公司董事长，母亲是美国企业家塞缪尔·奥斯古德后代。1949年毕业于霍奇基斯学校，1959年获得普林斯顿大学博士学位。在读书时他就痴迷艺术和考古，多次在纽约艺术学生联盟学习绘画。1959年进入大都会艺术博物馆任职，1966年至1967年在纽约市公园部任职，1967年重返大都会艺术博物馆担任馆长。
2009年12月10日因肺癌在纽约市曼哈顿逝世，享年78岁。

## 著作
- 《让木乃伊跳舞》，译林出版社，2012年9月，ISBN 9787544728676